# Macaranga lutescens
Macaranga lutescens är en törelväxtart som först beskrevs av Ferdinand Albin Pax och Alexander von Lingelsheim, och fick sitt nu gällande namn av Ferdinand Albin Pax. Macaranga lutescens ingår i släktet Macaranga och familjen törelväxter.
Artens utbredningsområde är Nya Kaledonien. Inga underarter finns listade i Catalogue of Life.